# Spalding & Brander
Spalding & Brander var ett handelshus i London som drevs av Abraham Spalding tillsammans med Gustavus Brander. Handelshuset var en stor importör av stångjärn från Sverige till Storbritannien.